# Lekkoatletyka na Letniej Uniwersjadzie 2013 – rzut oszczepem mężczyzn
Rzut oszczepem mężczyzn – jedna z konkurencji rozegranych podczas uniwersjady na Stadionie Centralnym w  Kazaniu.
Złoty medal zdobył reprezentant Rosji Dmitrij Tarabin. Obrońca tytułu sprzed dwóch lat z Shenzhen Turek Fatih Avan zdobył brązowy medal.

## Terminarz
| Data     | Godzina |                    |
| -------- | ------- | ------------------ |
| 8 lipca  | 09:15   | Eliminacje (gr. A) |
| 8 lipca  | 10:45   | Eliminacje (gr. B) |
| 10 lipca | 19:55   | Finał              |

## Rekordy
Tabela prezentuje rekord świata, rekordy poszczególnych kontynentów, uniwersjady, a także najlepszy rezultat na świecie w sezonie 2013 przed rozpoczęciem zawodów.
|                            | Zawodnik           | Wynik | Miejsce      | Data                      |
| -------------------------- | ------------------ | ----- | ------------ | ------------------------- |
| Rekord świata              | Jan Železný        | 98,48 | Jena         | 25 maja 1996(dts)         |
| Listy światowe             | Tero Pitkämäki     | 87,60 | Szanghaj     | 18 maja 2013              |
| Rekord uniwersjady         | Steve Backley      | 87,42 | Sheffield    | 28 lipca 1991(dts)        |
| Rekord Afryki              | Marius Corbett     | 88,75 | Kuala Lumpur | 21 września 1998(dts)     |
| Rekord Ameryki Północnej   | Breaux Greer       | 91,29 | Indianapolis | 21 czerwca 2007(dts)      |
| Rekord Ameryki Południowej | Edgar Baumann      | 84,70 | San Marcos   | 17 października 1999(dts) |
| Rekord Australii i Oceanii | Jarrod Bannister   | 89,02 | Brisbane     | 29 lutego 2008(dts)       |
| Rekord Azji                | Kazuhiro Mizoguchi | 87,60 | San Jose     | 27 maja 1989(dts)         |
| Rekord Europy              | Jan Železný        | 98,48 | Jena         | 25 maja 1996(dts)         |

## Rezultaty

### Eliminacje
Zawodnicy rywalizowali w dwóch grupach: A i B. Aby awansować do finału z wynikiem należało rzucić co najmniej 70,00 (Q).
| Poz. | Grupa | Zawodnik                     | Reprezentacja     | #1    | #2    | #3    | Rezultat | Uwagi |
| ---- | ----- | ---------------------------- | ----------------- | ----- | ----- | ----- | -------- | ----- |
| 1    | B     | Dmitrij Tarabin              | Rosja             | 77.35 |       |       | 77.35    | Q     |
| 2    | A     | John Robert Oosthuizen       | Południowa Afryka | 76.48 |       |       | 76.48    | Q     |
| 3    | A     | Walerij Iordan               | Rosja             | 76.05 |       |       | 76.05    | Q     |
| 4    | B     | Ihab Abd ar-Rahman as-Sajjid | Egipt             | 76.05 |       |       | 75.50    | Q     |
| 5    | A     | Fatih Avan                   | Turcja            | 72.73 |       |       | 72.73    | Q     |
| 6    | B     | Ryohei Arai                  | Japonia           | 68.80 | 72.71 |       | 72.71    | Q     |
| 7    | A     | Genki Dean                   | Japonia           | 69.80 | 72.11 |       | 72.11    | Q     |
| 8    | A     | Antoine Wagner               | Luksemburg        | 71.91 |       |       | 71.91    | Q     |
| 9    | B     | Huang Shih-feng              | Chińskie Tajpej   | 71.73 |       |       | 71.73    | Q     |
| 10   | B     | Kyle Nielsen                 | Kanada            | x     | 65.81 | 71.31 | 71.31    | Q     |
| 11   | A     | Petr Frydrych                | Czechy            | 71.08 |       |       | 71.08    | Q     |
| 12   | B     | Łukasz Grzeszczuk            | Polska            | 70.91 |       |       | 70.91    | Q     |
| 13   | A     | Norbert Bonvecchio           | Włochy            | 70.53 |       |       | 70.53    | Q     |
| 14   | B     | Sampo Lehtola                | Finlandia         | 68.49 | 70.03 |       | 70.03    | Q     |
| 15   | A     | Juan José Méndez             | Meksyk            | 69.70 | 63.71 | x     | 69.70    |       |
| 16   | B     | Magnus Kirt                  | Estonia           | 68.74 | 69.11 | x     | 69.11    |       |
| 17   | B     | Jayson Henning               | Południowa Afryka | 68.63 | 68.46 | 63.95 | 68.63    |       |
| 18   | A     | Adriaan Beukes               | Botswana          | 67.87 | 68.23 | 67.28 | 68.23    |       |
| 19   | B     | Tomás Guerra                 | Chile             | 68.10 | 67.78 | x     | 68.10    |       |
| 20   | A     | Cody Parker                  | Kanada            | 62.35 | 65.77 | 64.95 | 65.77    |       |
| 21   | B     | Alexandru Craescu            | Rumunia           | 65.76 | x     | x     | 65.76    |       |
| 22   | B     | Olof Hansson                 | Szwecja           | 63.65 | 62.46 | 65.41 | 65.41    |       |
| 23   | A     | Cheng Chao-tsun              | Chińskie Tajpej   | 62.05 | 65.38 | x     | 65.38    | SB    |
| 24   | A     | Altaf Hussain Shah           | Pakistan          | 60.78 | 58.35 | 63.01 | 63.01    |       |
| 25   | B     | Kerron Browne                | Trynidad i Tobago | x     | x     | 60.15 | 60.15    |       |
| 26   | A     | Malith Lama Hewage           | Sri Lanka         | 57.21 | x     | 49.85 | 57.21    |       |
|      | A     | Muhammad Ibrahim Kajda       | Katar             |       |       |       | DNS      |       |
|      | B     | Al-Muhannadi Al-Mumannadi    | Katar             |       |       |       | DNS      |       |

### Finał
| Poz. | Zawodnik                     | Reprezentacja     | #1    | #2    | #3    | #4    | #5    | #6    | Rezultat | Uwagi |
| ---- | ---------------------------- | ----------------- | ----- | ----- | ----- | ----- | ----- | ----- | -------- | ----- |
|      | Dmitrij Tarabin              | Rosja             | 83.11 | 81.62 | x     | x     | –     | x     | 83.11    |       |
|      | John Robert Oosthuizen       | Południowa Afryka | 81.63 | x     | x     | x     | 74.27 | 74.68 | 81.63    |       |
|      | Fatih Avan                   | Turcja            | 75.55 | 73.09 | 74.26 | 81.24 | x     | x     | 81.24    |       |
| 4    | Sampo Lehtola                | Finlandia         | 78.63 | 71.50 | 74.91 | 73.56 | 74.48 | 79.02 | 79.02    | SB    |
| 5    | Genki Dean                   | Japonia           | 71.62 | 78.21 | 73.49 | 71.91 | x     | 78.21 | 78.21    |       |
| 6    | Łukasz Grzeszczuk            | Polska            | x     | 74.11 | 77.98 | 77.23 | x     | x     | 77.98    |       |
| 7    | Petr Frydrych                | Czechy            | 75.52 | x     | 71.69 | 75.69 | x     | x     | 75.69    |       |
| 8    | Ryohei Arai                  | Japonia           | 73.75 | 71.08 | 75.53 | 75.15 | 66.59 | 69.79 | 75.53    |       |
| 9    | Norbert Bonvecchio           | Włochy            | 75.28 | 69.16 | 72.37 |       |       |       | 75.28    |       |
| 10   | Kyle Nielsen                 | Kanada            | 74.61 | 73.70 | 66.62 |       |       |       | 74.61    |       |
| 11   | Walerij Iordan               | Rosja             | 66.45 | 73.49 | 71.41 |       |       |       | 73.49    |       |
| 12   | Ihab Abd ar-Rahman as-Sajjid | Egipt             | 72.58 | 72.02 | 73.42 |       |       |       | 73.42    |       |
| 13   | Huang Shih-feng              | Chińskie Tajpej   | 66.04 | 72.84 | x     |       |       |       | 72.84    |       |
| 14   | Antoine Wagner               | Luksemburg        | 69.16 | x     | 68.85 |       |       |       | 69.16    |       |